# Dante Thomas
Dante Thomas (Salt Lake City, 7 januari 1982) is een Amerikaanse zanger en songwriter. Hij is vooral bekend van zijn hit Miss California uit 2001, die onder meer in Nederland op nummer 1 kwam (enkel in de Top 40). Deze hit scoorde hij samen met zijn ontdekker Pras Michel.
Na zijn studie vertrok hij naar New York om zanger te worden. Toen dat niet lukte, keerde hij terug naar Salt Lake City, waar hij een demo opnam. Deze demo werd ontdekt door Pras Michel, die Dante Thomas een contract aanbood.
- Gemeinsame Normdatei: 135230276
- International Standard Name Identifier: 0000 0000 7294 8299
- Library of Congress Control Number: no2008013482
- MusicBrainz: 7d48da7e-5eee-45df-8e89-dfaee2af82c4
- Nationale Bibliotheek van Polen: a0000003247873
- Nederlandse Thesaurus van Auteursnamen: 068210116
- Virtual International Authority File: 102490578
- WorldCat: E39PBJwmWwC7gQfYYHRBPhrrMP